# Гуасуи
Гуасуи (порт. Guaçuí) — муниципалитет в Бразилии, входит в штат Эспириту-Санту. Составная часть мезорегиона Юг штата Эспириту-Санту. Входит в экономико-статистический микрорегион Алегри. Население составляет 25 492 человека на 2006 год. Занимает площадь 468,185 км². Плотность населения — 60,1 чел./км².

## История
Город основан 25 декабря 1928 года.

## Статистика
- Валовой внутренний продукт на 2003 составляет 104.015.376,00 реалов (данные: Бразильский институт географии и статистики).
- Валовой внутренний продукт на душу населения на 2003 составляет 3.866,17 реалов (данные: Бразильский институт географии и статистики).
- Индекс развития человеческого потенциала на 2000 составляет 0,743 (данные: Программа развития ООН).

## География
Климат местности: горный тропический. В соответствии с классификацией Кёппена, климат относится к категории Cwa.